# غوردون هاميلتون
غوردون هاميلتون (بالإنجليزية: Gordon Hamilton)‏ هو لاعب كرة قدم أسترالية أسترالي، ولد في 13 يوليو 1920 في Prahran ‏ في أستراليا، وتوفي في 23 فبراير 1941 في Chelsea, Victoria ‏ في أستراليا بسبب غرق.

## وصلات خارجية
- غوردون هاميلتون على موقع AustralianFootball.com (الإنجليزية)
- غوردون هاميلتون على موقع AFLtables.com (الإنجليزية)